# Оскар Де Ла Хойя
Оскар Де Ла Хойя (англ. Oscar De La Hoya; 4 лютого 1973) — американський боксер, олімпійський чемпіон, неодноразовий чемпіон світу у професійному боксі.
Де Ла Хойя десять разів ставав чемпіоном світу в шести вагових категоріях:
- Чемпіон світу в другій напівлегкій (версія WBO, 1994),
- легкій (версія WBO, 1994—1995; версія IBF, 1995),
- першій напівсередній (версія WBC, 1996—1997),
- напівсередній (версія WBC, 1997—1999, 2000),
- першій середній (версія WBC, 2001—2003 і 2006—2007; версія WBA, 2002—2003)
- і середній (версія WBO, 2004) вагових категоріях.

Загалом переміг 23 бійців за титул чемпіона світу.
Прізвисько — «Золотий хлопчик» (Golden Boy). 1995 року журнал «Ринг» визнав його боксером року. Біля стадіону «Стейплс-центр» в Лос-Анджелесі Де Ла Хойї встановлено пам'ятник.

## Аматорська кар'єра
1990 року, здобувши перемоги над Лі Сан Хун (Південна Корея), Айратом Хаматовим (СРСР) і Айвеном Робінсоном (США), став переможцем на Іграх доброї волі в категорії до 57 кг.
На чемпіонаті світу 1991 в категорії до 60 кг програв в першому бою Марко Рудольфу (Німеччина).
У 1992 році Де Ла Хойя завоював золоту медаль Олімпійських ігор в Барселоні.
- В 1/16 фіналу переміг Адільсона Сілву (Бразилія) — RSC-3
- В 1/8 фіналу переміг Мосеса Одіона (Нігерія) — 16-4
- В чвертьфіналі переміг Тончо Тончева (Болгарія) — 16-7
- У півфіналі переміг Хон Сон Сик (Південна Корея) — 11-10
- У фіналі переміг Марко Рудольфа (Німеччина) — 7-2

## Професіональна кар'єра
Після Олімпіади перейшов в професійний бокс. Всього на професійному рингу американець провів 45 боїв, в яких отримав 39 перемог (зокрема 30 — нокаутом) і зазнав шість поразок. Бій Де Ла Хойї з Флойдом Мейвезером-молодшим вважається одним з найкращих в історії боксу.
Свій останній поєдинок Де Ла Хойя провів в ніч з 6 на 7 грудня 2008 року і програв нокаутом філіппінцеві Менні Пак'яо. Після цього бою атлетична комісія штату Невада припинила дію боксерської ліцензії Де Ла Хойї на два місяці через травми, отримані спортсменом в поєдинку з Пак'яо.
14 квітня 2009 Оскар Де Ла Хойя оголосив про завершення боксерської кар'єри. Після відходу з професійного рингу Де Ла Хойя зосередився на промоутерській діяльності. Американцеві належить «Golden Boy Promotions» — одна з найбільших промоутерських компаній у світі.

## Таблиця боїв
| 39 Перемог (30 нокаутом, 9 за рішенням суддів), 6 Поразки (2 нокаутом, 4 за рішенням суддів) |               |                        |        |            |                   |                                                    | |
| №                                                                                            | Результат     | Противник              | Спосіб | Раунд, час | Дата              | Місце проведення                                   | Примітки |
| 45                                                                                           | Поразка 39-6  | Менні Пак'яо           | RTD    | 8 (12)     | 6 грудня 2008     | MGM Grand Garden Arena, Парадайз, Невада           | |
| 44                                                                                           | Перемога 39-5 | Стів Форбс             | UD     | 12         | 3 травня 2008     | Дігніті Хелс Спортс Парк, Карсон, Каліфорнія       | |
| 43                                                                                           | Поразка 38-5  | Флойд Мейвезер         | SD     | 12         | 5 травня 2007     | MGM Grand Garden Arena, Парадайз, Невада           | Втратив титул чемпіона WBC у першій середній вазі.                                                                                                   |
| 42                                                                                           | Перемога 38-4 | Рікардо Майорга        | TKO    | 6 (12)     | 6 травня 2006     | MGM Grand Garden Arena, Парадайз, Невада           | Завоював титул чемпіона WBC у першій середній вазі.                                                                                                  |
| 41                                                                                           | Поразка 37-4  | Бернард Гопкінс        | KO     | 9 (12)     | 18 вересня 2004   | MGM Grand Garden Arena, Парадайз, Невада           | Втратив титул чемпіона WBO в середній вазі. Бій за титули чемпіона WBC, WBA (Undisputed) та IBF і журналу «Ринг» в середній вазі.                    |
| 40                                                                                           | Перемога 37-3 | Фелікс Штурм           | UD     | 12         | 5 червня 2004     | MGM Grand Garden Arena, Парадайз, Невада           | Завоював титул чемпіона WBO в середній вазі. |
| 39                                                                                           | Поразка 36-3  | Шейн Мозлі             | UD     | 12         | 13 вересня 2003   | MGM Grand Garden Arena, Парадайз, Невада           | Втратив титули чемпіона WBC, WBA (Undisputed) та IBA і журналу «Ринг» в першій середній вазі.                                                        |
| 38                                                                                           | Перемога 36-2 | Йорі Бой Кампас        | TKO    | 7 (12)     | 3 травня 2003     | Mandalay Bay Events Center, Парадайз, Невада       | Захистив титули чемпіона WBC, WBA (Undisputed) та IBA і журналу «Ринг» в першій середній вазі.                                                       |
| 37                                                                                           | Перемога 35-2 | Фернандо Варгас        | TKO    | 11 (12)    | 14 вересня 2002   | Mandalay Bay Events Center, Парадайз, Невада       | Захистив титул чемпіона WBC в першій середній вазі. Завоював титули WBA (Undisputed) та IBA і вакантний титул журналу «Ринг» в першій середній вазі. |
| 36                                                                                           | Перемога 34-2 | Хав'єр Кастильєхо      | UD     | 12         | 23 червня 2001    | MGM Grand Garden Arena, Парадайз, Невада           | Завоював титул чемпіона WBC в першій середній вазі.                                                                                                  |
| 35                                                                                           | Перемога 33-2 | Артуро Гатті           | TKO    | 5 (12)     | 24 березня 2001   | MGM Grand Garden Arena, Парадайз, Невада           | |
| 34                                                                                           | Поразка 32-2  | Шейн Мозлі             | SD     | 12         | 17 червня 2000    | Стейплс-центр, Лос-Анджелес, Каліфорнія            | Втратив титули чемпіона WBC та IBA в напівсередній вазі.                                                                                             |
| 33                                                                                           | Перемога 32-1 | Дерелл Коулі           | KO     | 7 (12)     | 26 лютого 2000    | Медісон-сквер-гарден, Нью-Йорк                     | Завоював вакантний титул чемпіона IBA в напівсередній вазі.                                                                                          |
| 32                                                                                           | Поразка 31-1  | Фелікс Трінідад        | MD     | 12         | 18 вересня 1999   | Mandalay Bay Events Center, Парадайз, Невада       | Втратив титул чемпіона WBC в напівсередній вазі. Бій за титул IBF в напівсередній вазі.                                                              |
| 31                                                                                           | Перемога 31-0 | Оба Карр               | TKO    | 11 (12)    | 22 травня 1999    | Mandalay Bay Events Center, Парадайз, Невада       | Захистив титул чемпіона WBC в напівсередній вазі. |
| 30                                                                                           | Перемога 30-0 | Айк Кворті             | SD     | 12         | 13 лютого 1999    | Thomas & Mack Center, Парадайз, Невада             | Захистив титул чемпіона WBC в напівсередній вазі. |
| 29                                                                                           | Перемога 29-0 | Хуліо Сезар Чавес      | RTD    | 8 (12)     | 18 вересня 1998   | Thomas & Mack Center, Парадайз, Невада             | Захистив титул чемпіона WBC в напівсередній вазі. |
| 28                                                                                           | Перемога 28-0 | Патрік Шарпентьє       | TKO    | 3 (12)     | 13 червня 1998    | Sun Bowl, Ель-Пасо, Техас                          | Захистив титул чемпіона WBC в напівсередній вазі. |
| 27                                                                                           | Перемога 27-0 | Вілфредо Рівера        | TKO    | 8 (12)     | 6 грудня 1997     | Boardwalk Hall, Атлантік-Сіті, Нью-Джерсі          | Захистив титул чемпіона WBC в напівсередній вазі. |
| 26                                                                                           | Перемога 26-0 | Гектор Камачо          | UD     | 12         | 13 вересня 1997   | Thomas & Mack Center, Парадайз, Невада             | Захистив титул чемпіона WBC в напівсередній вазі. |
| 25                                                                                           | Перемога 25-0 | Девід Камау            | KO     | 2 (12)     | 14 червня 1997    | Аламодом, Сан-Антоніо, Техас                       | Захистив титул чемпіона WBC в напівсередній вазі. |
| 24                                                                                           | Перемога 24-0 | Пернелл Вітакер        | UD     | 12         | 12 квітня 1997    | Thomas & Mack Center, Парадайз, Невада             | Завоював титул чемпіона WBC в напівсередній вазі. |
| 23                                                                                           | Перемога 23-0 | Мігель Анхель Гонсалес | UD     | 12         | 18 січня 1997     | Thomas & Mack Center, Парадайз, Невада             | Захистив титул чемпіона WBC в першій напівсередній вазі.                                                                                             |
| 22                                                                                           | Перемога 22-0 | Хуліо Сезар Чавес      | TKO    | 4 (12)     | 7 червня 1996     | Caesars Palace, Парадайз, Невада                   | Завоював титул чемпіона WBC в першій напівсередній вазі.                                                                                             |
| 21                                                                                           | Перемога 21-0 | Дерріл Тайсон          | KO     | 2 (10)     | 9 лютого 1996     | Caesars Palace, Парадайз, Невада                   | |
| 20                                                                                           | Перемога 20-0 | Джессі Джеймс Лейя     | RTD    | 2 (12)     | 15 грудня 1995    | Медісон-сквер-гарден, Нью-Йорк                     | Захистив титул чемпіона WBO в легкій вазі. |
| 19                                                                                           | Перемога 19-0 | Дженаро Ернандес       | RTD    | 6 (12)     | 9 вересня 1995    | Caesars Palace, Парадайз, Невада                   | Захистив титул чемпіона WBO в легкій вазі. |
| 18                                                                                           | Перемога 18-0 | Рафаель Руелас         | TKO    | 2 (12)     | 6 травня 1995     | Caesars Palace, Парадайз, Невада                   | Захистив титул чемпіона WBO в легкій вазі. Завоював титул чемпіона IBF в легкій вазі.                                                                |
| 17                                                                                           | Перемога 17-0 | Джон Джон Моліна       | UD     | 12         | 18 лютого 1995    | MGM Grand Garden Arena, Парадайз, Невада           | Захистив титул чемпіона WBO в легкій вазі. |
| 16                                                                                           | Перемога 16-0 | Джон Авіла             | TKO    | 9 (12)     | 10 грудня 1994    | Grand Olympic Auditorium, Лос-Анджелес, Каліфорнія | Захистив титул чемпіона WBO в легкій вазі. |
| 15                                                                                           | Перемога 15-0 | Карл Гріффіт           | TKO    | 3 (12)     | 18 листопада 1994 | MGM Grand Garden Arena, Парадайз, Невада           | Захистив титул чемпіона WBO в легкій вазі. |
| 14                                                                                           | Перемога 14-0 | Хорхе Паєс             | KO     | 2 (12)     | 29 липня 1994     | MGM Grand Garden Arena, Парадайз, Невада           | Завоював вакантний титул чемпіона WBO в легкій вазі.                                                                                                 |
| 13                                                                                           | Перемога 13-0 | Джорджіо Кампанелла    | TKO    | 3 (12)     | 27 травня 1994    | MGM Grand Garden Arena, Парадайз, Невада           | Захистив титул чемпіона WBO в другій напівлегкій вазі.                                                                                               |
| 12                                                                                           | Перемога 12-0 | Джиммі Бредаль         | RTD    | 10 (12)    | 5 березня 1994    | Grand Olympic Auditorium, Лос-Анджелес, Каліфорнія | Завоював титул чемпіона WBO в другій напівлегкій вазі.                                                                                               |
| 11                                                                                           | Перемога 11-0 | Нарцисо Валенсуела     | KO     | 1 (10)     | 30 жовтня 1993    | America West Arena, Фінікс, Аризона                | |
| 10                                                                                           | Перемога 10-0 | Анджело Нуньєс         | RTD    | 4 (10)     | 27 серпня 1993    | Wilshire Hotel, Беверлі-Гіллз, Каліфорнія          | |
| 9                                                                                            | Перемога 9-0  | Ренальдо Картер        | TKO    | 6 (10)     | 14 серпня 1993    | Casino Magic, Бей-Сент-Луїс, Міссісіпі             | |
| 8                                                                                            | Перемога 8-0  | Трой Дорсі             | RTD    | 1 (10)     | 7 червня 1993     | Thomas & Mack Center, Парадайз, Невада             | |
| 7                                                                                            | Перемога 7-0  | Френк Авелар           | TKO    | 4 (10)     | 8 травня 1993     | Caesars Tahoe, Стейтлайн, Невада                   | |
| 6                                                                                            | Перемога 6-0  | Майк Грейбл            | UD     | 8          | 6 квітня 1993     | Blue Cross Arena, Рочестер, Нью-Йорк               | |
| 5                                                                                            | Перемога 5-0  | Джефф Мейвезер         | TKO    | 4 (8)      | 13 березня 1993   | Las Vegas Hilton, Вінчестер, Невада                | |
| 4                                                                                            | Перемога 4-0  | Кертіс Строн           | TKO    | 4 (6)      | 6 лютого 1993     | Sports Arena, Сан-Дієго, Каліфорнія                | |
| 3                                                                                            | Перемога 3-0  | Паріс Александер       | TKO    | 2 (6)      | 3 січня 1993      | Hollywood Palladium, Лос-Анджелес, Каліфорнія      | |
| 2                                                                                            | Перемога 2-0  | Кліффорд Гікс          | KO     | 1 (6)      | 12 грудня 1992    | America West Arena, Фінікс, Аризона                | |
| 1                                                                                            | Перемога 1-0  | Ламар Вільямс          | KO     | 1 (6)      | 23 листопада 1992 | Great Western Forum, Інглвуд, Каліфорнія           | |